# القلعة (المفتاح)

تعديل مصدري - تعديل

القلعة هي إحدى قرى عزلة الجبر الاسفل بمديرية المفتاح التابعة لمحافظة حجة، بلغ تعداد سكانها 132 نسمة حسب تعداد اليمن لعام 2004.